# Chirita floribunda
Chirita floribunda är en tvåhjärtbladig växtart som beskrevs av Wen Tsai Wang. Chirita floribunda ingår i släktet Chirita och familjen Gesneriaceae. Inga underarter finns listade i Catalogue of Life.